# Мики Ди
Михаил Кирјагос Делаоглу (грч. Μιχαήλ Κυριάκος Δελάογλου) познатији као Мики Ди (енгл. Mikkey Dee) је шведски музичар рођен 31. октобра 1963. године у Гетеборгу. Швеђанин, грчког порекла, тренутно је бубњар хеви метал бенда Моторхед. Познат по брзини и прецизности, нарочито од 80-их година, био је и бубњар данског хеви метал и блек метал бенда Кинг Дајмонд.

## Каријера

### Почетни дани
Михаил је музичку каријеру започео у локалним бендовима Nadir и Geisha. Његов омиљени бубњар је Ијан Пејс. Остали који су на њега оставили утисак су Брајан Дауни, Стивен Смит и Бади Рич.

### Кинг Дајмонд
Након што се са бендом преселио у Копенхаген, 1985. године се придружио Дајмондима који су тражили нове чланове да би попунили поставу. После издавања албума Conspiracy Ди је одлучио да напусти бенд, зато што се осећао као помоћник у бенду а не као пуноправни члан који учествује у компоновању музике и писању текстова. Кинг Дајмонд је сам по себи већ био популаран тако да су остали чланови били секундарни по важности, нису писали текстове и доносили одлуке, он је једина особа која је радила интервјуе за часописе. Ди је углавном радио повремена снимања на албуму Conspiracy, након чега га је заменио Снови Шав. Ипак, његово свирање у Дајмондима је било јако приметно, брзо и енергично. На Дајмондовим албумима снимљеним 1987. Abigail и 1988. Them, Мики Ди је спроводио иновативне бубњарске представе којима је обликовао свој стил, што је имало утицај на бубњаре до данашњег дана.

### Дон Докен (1990)
Придружио се Дону Докену 1990. године за снимање соло албума Up from the Ashes. Спотови за песме „Stay“ и „Mirror Mirror“ појавили су се на Headbangers Ball (МТВ емисија о хеви метал бендовима). Бенд је имао и сопствену турнеју, као и наступ са Џудас Прист. Те године је Мики Ди на кратко свирао и у бенду World War Three.

### Моторхед (1992—2015)
Леми Килмистер, вокалиста Моторхеда га је у неколико наврата позивао да се придружи бенду, неколико пута 1985, па поново 1992. године, када је Ди прихватио понуду.
Први концер са новим бендом био је 30. августа 1992. године. у САД-у, али Ди није имао много удела у албуму из те године, March or Die, јер је на снимању тог албума учествовао Томи Алдриџ, пре него се Ди придружио бенду. Учествовао је у снимању појединих песама, „Hellraiser“ и „Hell On Earth“. Ачдриџ је био члан бенда, тако да се Дијева слика нашла на позадини албума. Алдриџ је изјавио да Ди може да има право на његов удео у албуму, међутим, Ди је то одбио.
Мики Ди је снимио и један албум са бендом Хеловин, 2003. године - Rabbit Don't Come Easy. Свирао је бубњеве са Мартином Ериксоном на шведским квалификацијама за Евровизију 2004. године, као и на турнеји истог музичара.
Познат је по дугачким бубњарским солирањима на концертима, која често трају и по 15-20 минута, као и између песама.

### Скорпионс (2016 - данас)
Након смрти Лемија Килмистера (2015) бенд Моторхед је престао да ради, а Мики Ди је прешао у немачки хард рок и хеви метал бенд Скорпионс у ком је и сада. 

## Дискографија

### Кинг Дајмонд
- Fatal Portrait (1986)
- Abigail (1987)
- Them (1988)
- Conspiracy (1989)

### Дон Докен
- Up from the Ashes (1990)

### Моторхед
- March ör Die (1992)
- Bastards (1993)
- Sacrifice (1995)
- Overnight Sensation (1996)
- Snake Bite Love (1998)
- We Are Motörhead (2000)
- Hammered (2002)
- Inferno (2004)
- Kiss of Death (2006)
- Motörizer (2008)
- The Wörld is Yours (2010)

### Хеловин
- Rabbit Don't Come Easy (2003)